# Ménerbes
Ménerbes – miejscowość i gmina we Francji, w regionie Prowansja-Alpy-Lazurowe Wybrzeże, w departamencie Vaucluse.
Według danych na rok 1990 gminę zamieszkiwało 1118 osób, a gęstość zaludnienia wynosiła 37 osób/km² (wśród 963 gmin regionu Prowansja-Alpy-W. Lazurowe Ménerbes plasuje się na 362. miejscu pod względem liczby ludności, natomiast pod względem powierzchni na miejscu 328.).

## Populacja

Populacja Ménerbes w latach 1962-2008